# 張善吉
張善吉（1437年—1507年），字本謙，號牧菴，四川重慶府涪州黑石里人，軍籍，明朝政治人物。

## 生平
成化元年（1465年）乙酉科四川鄉試第三十六名舉人，二年（1466年）中式丙戌科會試第三百四名，三甲第一百四十四名進士。授兵科給事中，十三年（1477年）正月與監察御史陳遵毅查盤貴州並湖廣錢糧，十四年（1478年）八月隨兵部右侍郎張鵬閱視侍衛及九門官軍，退其疲老者，同年九月升兵科左給事中，十五年（1479年）六月坐致仕貴州都指揮使林晟及其子違法事，被逮下詔獄受杖，詔免贖，謫耀州判官，秩滿待選，吏部久不調，以養生之術托太監高英轉聞於明憲宗，得召見賜對，二十年（1484年）十二月升兵科都給事中，任命下時，士論囂然，二十一年（1485年）正月吏科都給事中李俊等言六事，言及張善吉驟然升官一事，以其已丁憂勿問，弘治元年（1488年）三月考察以浮躁淺露降調，致仕歸里，正德二年（1507年）卒。

## 家族
曾祖張卜隆；祖父張德昱；父張玄，號雲菴，正統六年舉人，濟南府教授。母唐氏。具慶下。弟張蒙吉、張貞吉、張大吉。子張柱（弘治十五年進士，南京戶部主事）、張格、張楫（楚王府教授）、張模（1489年-1546年，正德十四年舉人，晉寧州知州）、張檀（都事）、張榜。